# Bajep Vuoksákjávrre
Bajep Vuoksákjávrre, enligt tidigare ortografi Bajep Vuoksakjaure, är en sjö i Jokkmokks kommun i Lappland och ingår i Luleälvens huvudavrinningsområde. Sjön har en area på 0,073 kvadratkilometer, ligger 1 206 meter över havet och avvattnas av ett namnlöst biflöde till Gárddevarjåhkå.
Förledet Bajep betyder övre och syftar på att sjön ligger högre än den närliggande sjön Vuolep Vuoksákjávrre.

## Delavrinningsområde
Bajep Vuoksákjávrre ingår i det delavrinningsområde (744669-155514) som SMHI kallar för Mynnar i Lilla Luleälven. Medelhöjden är 944 meter över havet och ytan är 22,34 kvadratkilometer. Räknas de 7 avrinningsområdena uppströms in blir den ackumulerade arean 121,51 kvadratkilometer. Gárddevarjåhkå som avvattnar avrinningsområdet har biflödesordning 3, vilket innebär att vattnet flödar genom totalt 3 vattendrag (Darreädno (Tarraätno), Lilla Luleälven, Luleälven) innan det når havet efter 338 kilometer. Avrinningsområdet består mestadels av kalfjäll (95 %). Avrinningsområdet har 0,24 kvadratkilometer vattenytor vilket ger det en sjöprocent på 1,1 %.